# ماتسویی تسونه

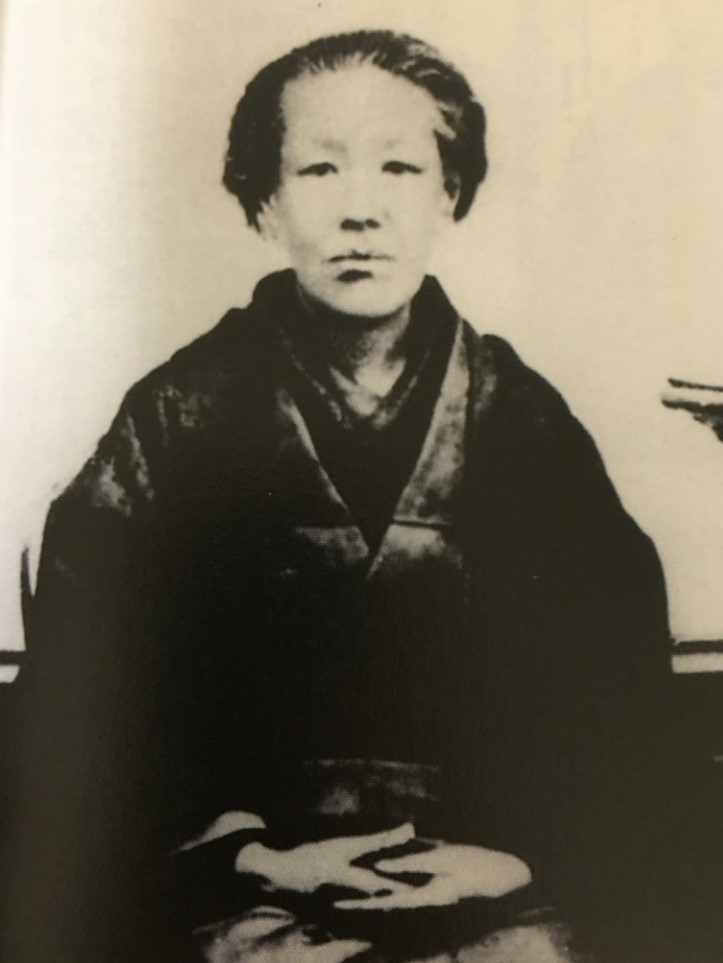
تصویری از ماتسویی تسونه

ماتسویی تسونه (به ژاپنی: 松井 つね まつい つね)، تولد ۹ سپتامبر ۱۸۳۷ - مرگ ۲۰ ژوئیه ۱۸۹۲ میلادی، زنی از اواخر دوره ادو (پایان شوگون‌سالاری توکوگاوا) تا دوره میجی و همسر رسمی کوندو ایسامی (مرگ ۱۷ مهٔ ۱۸۶۸ در سن ۳۳ سالگی)، رئیس شینسنگومی، بود.
کوندو در بیست و ششمین سال زندگی‌اش ازدواج کرد. تسونه سه سال از او کوچکتر بود. برخلاف شوهرش، او در سامورایی متولد شده بود. پدرش از نوادگان خاندان شیمیزو، از خاندان شاخه توکوگاوا، بود. تسونه زنی ساده و ظاهراً دارای لب شکری بود. اما او اصیل‌زاده، تحصیل‌کرده و شاید مهم‌تر از همه، دارای معیارهای نزاکت و جسارتی بود که در دختر یک سامورایی بیشتر از یک زن از طبقات عادی دیده می‌شد. کوندو ایسامی با زنان بسیاری روبرو شده بود که هر کدام از نظر فیزیکی از تسونه جذاب‌تر بودند. وقتی از او پرسیده شد که چرا تسونه را به عنوان همسر خود انتخاب کرده است، گفته می‌شود که پاسخ داده است: «من با زنان زیبایی معاشرت داشتم. آنها به زیبایی خود مغرور بودند. اما تسونه در رفتار خود بسیار فروتن‌تر و بسیار مؤدب بود.» که با عزم راسخ او برای پایبندی به آداب و رسوم رواقی طبقه اجتماعی پذیرفته شده‌اش مرتبط بود. آنها در پایان مارس ۱۸۶۰، زمانی که پایتخت از شوک ترور نایب‌السلطنه نائوسوکه ای در شوک بود، ازدواج کردند. کمی پس از ازدواجشان، تسونه تصویر جمجمه را پشت ردای تمرینی کوندو گلدوزی کرد که احتمالاً نشانه‌ای از قدردانی او از تصمیم شوهر جنگجویش برای مردن بود.: ۲۴ 